# Cephalotes toltecus
Cephalotes toltecus är en myrart som beskrevs av De Andrade 1999. Cephalotes toltecus ingår i släktet Cephalotes och familjen myror. Inga underarter finns listade.